# Savaş
Savaş ist ein türkischer männlicher Vorname mit den Bedeutungen Das Bemühen, Die große Anstrengung, Der Krieg oder Die kriegerische Auseinandersetzung. Er kommt auch als Familienname vor.

## Namensträger

### Vorname
- Savaş Aktürk (* 1989), türkischer Eishockeyspieler
- Savaş Ceviz (* 1965), türkischstämmiger deutscher Filmemacher
- Savaş Demiral (* 1961), türkischer Fußballspieler
- Savaş Erol (* 1952), türkischer Fußballspieler und -trainer
- Savaş Koç (* 1963), türkischer Fußballspieler
- Hakan Savaş Mican (* 1978), deutsch-türkischer Filmemacher und Theaterautor
- Savaş Polat (* 1997), türkischer Fußballspieler
- Savaş Tağa (* 1992), türkischer Fußballspieler
- Savaş Yarbay (* 1946), türkischer Fußballspieler
- Savaş Yılmaz (* 1990), türkischer Fußballspieler
- Savaş Yurderi (Kool Savas; * 1975), deutscher Rapper türkischer Abstammung

### Familienname
- Emrah Savaş (* 1997), türkischer Eishockeyspieler